# Philip Roth
Philip Milton Roth (Newark, Nueva Jersey; 19 de marzo de 1933-Nueva York, 22 de mayo de 2018) fue un escritor estadounidense de origen judío, conocido sobre todo por sus novelas, aunque también escribió cuentos y ensayos. Entre sus obras más célebres se encuentran la colección de cuentos de 1959 Goodbye, Columbus, la novela Portnoy's Complaint (1969) y su «trilogía americana», publicada en los años 1990, compuesta por las novelas Pastoral americana (1997, ganadora del Pulitzer), Me casé con un comunista (1998) y La mancha humana (2000).
Muchas de sus obras reflejan los problemas de asimilación e identidad de los judíos de Estados Unidos, lo cual lo vinculó con otros autores estadounidenses como Saul Bellow (Premio Nobel en 1976) o Bernard Malamud, que también tratan en sus obras la experiencias de los judíos estadounidenses. 
Gran parte de la obra de Roth explora la naturaleza del deseo sexual y la autocomprensión. Su ficción se caracteriza por el monólogo íntimo, pronunciado con un sentido de humor rebelde y la energía histérica a veces asociada con el héroe y narrador de Portnoy's Complaint (1969), la novela que le trajo la fama.

## Biografía
Roth se crio en el barrio Weequahic de Newark, como el segundo hijo de una familia judía estadounidense recién emigrada de la región ucrano-polaca de Galitzia. Después de graduarse de la educación media superior a la edad de 16, Roth fue a la Universidad de Bucknell, donde obtuvo el grado B.A. en Inglés. Comenzó el doctorado en Filosofía, que nunca terminó. Luego hizo un posgrado en la Universidad de Chicago, obteniendo una maestría en literatura inglesa para luego trabajar brevemente como instructor en el programa de escritura de la universidad. Roth empezó entonces a enseñar escritura creativa en la Universidad de Iowa y en Princeton. Posteriormente continuó ejerciendo como profesor en la Universidad de Pensilvania, donde enseñó literatura comparada hasta que se retiró definitivamente de la docencia en 1992.

## Trayectoria
Fue durante su estancia en Chicago cuando Roth conoció al novelista Saul Bellow y a Margaret Martinson, quien se convertiría en su primera esposa. Aunque se separaron en 1963, y ella falleció en un accidente automovilístico en 1968, su matrimonio disfuncional dejó una marca indeleble en su escritura. Más específicamente, Martinson es la inspiración para el personaje femenino en varias de las novelas de Roth, incluyendo a Maureen Tarnopol en Mi vida como hombre, y, muy probablemente, Mary Jane Reed (o La Changa) en El mal de Portnoy.
Entre el fin de sus estudios y la publicación de su primera novela en 1959, Roth sirvió dos años en el ejército y luego escribió cuentos y críticas para varias revistas, incluyendo reseñas cinematográficas para The New Republic. Su primer libro, Goodbye, Columbus, que contiene cinco cuentos cortos y una novela breve, ganó el prestigioso National Book Award en 1960. Después publicó dos largas pero poco leídas novelas: Letting Go y Cuando ella era buena. Roth no encontró el éxito, tanto en ventas como en buenas críticas literarias, hasta la publicación de su tercera novela, Portnoy's Complaint, en 1969.  
Durante la década de 1970, Roth experimentó con varios estilos, desde la sátira política en Nuestra pandilla hasta la fantasía kafkiana El pecho. Al final de la década, Roth se había creado un alter ego llamado Nathan Zuckerman, quien sería el protagonista de varias novelas autorreferenciales aparecidas entre 1979 y 1986. 
Uno de los periodos más fructíferos en la carrera literaria de Roth comenzó con Operación Shylock (1993) y siguió con El teatro de Sabbath (1995), donde presentó a su protagonista más decadente en la forma de un viejo titiritero. Este personaje está en completo contraste con su novela Pastoral americana, que se enfoca en la vida de un atleta y de la tragedia que le abruma cuando su hija se convierte en terrorista. En Me casé con un comunista (1998) la trama se centra en la era de McCarthy; en La mancha humana Roth examina la situación política estadounidense de la década de 1990. El animal moribundo (2001) es una novela corta que explora acercamientos con la dicotomía de eros y thanatos.
Roth es probablemente el autor más premiado de su generación. Dos de sus novelas han ganado el National Book Award; otras dos fueron finalistas; exactamente la misma situación se da con el galardón del Círculo de Críticos Nacional del Libro. También ha ganado dos premios del PEN Club y un Pulitzer por su novela Pastoral americana en 1997. En 2001 La mancha humana obtuvo el premio británico WH Smith Literary como libro del año. El crítico Harold Bloom opinó en 2003 que Roth era uno de los cuatro escritores norteamericanos vivos más importantes que todavía producían, junto con Thomas Pynchon, Don DeLillo y Cormac McCarthy. La conjura contra América (2004) ganó el Sidewise para historia alternativa, así como el premio de la Sociedad Estadounidense de Historiadores. También por esa novela, Roth volvió a recibir el WH Smith Literary Award. Ha sido honrado por su ciudad natal con placas colocadas en su honor en octubre de 2005 en la casa donde pasó buena parte de su infancia. En mayo de 2006 le fue otorgado el Nabokov del PEN Club. 
Tan influyente y prolífica ha sido su carrera literaria en los Estados Unidos que existe una revista semestral llamada Philip Roth Studies (Estudios sobre Philip Roth) auspiciada por la Purdue University Press y la Philip Roth Society (que no está afiliada de modo alguno con Roth o sus editores).
Algunos sucesos en la vida de Roth han sido examinados por la prensa estadounidense. Por ejemplo, de acuerdo con su novela pseudoconfesional Operación Shylock (1993), Roth sufrió un colapso nervioso a finales de los años 1980. 
En 1990 se casó con la actriz inglesa Claire Bloom; se separaron en 1994 y en 1996 ella publicó unas memorias de ese matrimonio, poco halagadoras para Roth, tituladas Leaving a Doll's House (Abandonando una casa de muñecas). 
Elegía se publicó en mayo de 2006 y es una meditación acerca de la enfermedad, el deseo y la muerte. 
A principios de 2006, Sam Tanenhaus, director del The New York Times Book Review envió una "breve carta en la que pedía a un par de cientos de escritores, críticos, editores y otros estudiosos de la literatura, que por favor identificaran a 'la mejor obra de ficción estadounidense publicada en los últimos 25 años'. De los 22 libros citados por los ciento y pico de jueces —entre los que figuraban dos novelistas hispanoamericanos, Carlos Fuentes y Mario Vargas Llosa, además del dominicano-estadounidense Junot Díaz— 6 novelas eran de Roth: Pastoral americana, La contravida, Operación Shylock, El teatro de Sabbath, La mancha humana y La conjura contra América. Los resultados se publicaron el 21 de mayo de ese año y, en el ensayo que los acompañaba, el crítico A. O. Scott decía: "Si hubiéramos buscado al mejor escritor de los últimos 25 años, él (Roth) habría ganado".
Roth ha publicado dos libros autobiográficos: Los hechos (1988), donde narra sus recuerdos desde la infancia hasta que se convierte en un reputado (y controvertido) novelista, y Patrimonio: una historia verdadera (1991), en el que cuenta la muerte de su padre a causa de un tumor cerebral. Este libro ganó el Premio del Círculo de Críticos Nacional del Libro.
En 2012 recibió el Premio Príncipe de Asturias de las Letras. Cuatro meses después de anunciados los ganadores de este importante galardón español y antes de la ceremonia de entrega —a la que se excusó de asistir debido a una reciente operación en la columna vertebral—, Roth declaró en octubre a la revista francesa Les Inrockuptibles que dejaba de escribir y que Némesis sería su "último libro". Lori Glazer —vicepresidenta de Hougton Mifflin, la editorial que publica las obras de Roth—, confirmó el 9 de noviembre la decisión del escritor.
La noche del 22 de mayo de 2018, Philip Roth fallece en un hospital de Manhattan, Nueva York, a los 85 años a causa de una insuficiencia cardiaca.

## Obras

### Novelas
- Goodbye, Columbus (1959): una novela corta y cinco relatos
- Deudas y dolores (1962)
- Cuando ella era buena (1967)
- El lamento de Portnoy (1969)
- Nuestra pandilla (1971)
- El pecho (1972)
- La gran novela americana (1973)
- Mi vida como hombre (1974)
- El profesor del deseo (1977)
- La visita al Maestro (1979)
- Zuckerman desencadenado (1981)
- La lección de anatomía (1983)
- La orgía de Praga (1985)
- La contravida (1986)
- Engaño (1990)
- Operación Shylock (1993)
- El teatro de Sabbath (1995)
- Pastoral americana (1997)
- Me casé con un comunista (1998)
- La mancha humana (2000)
- El animal moribundo (2001)
- La conjura contra América (2004)
- Elegía (2006)
- Sale el espectro (2007)
- Indignación (2008)
- La humillación (2009)
- Némesis (2010)

### Memorias
- Los hechos (1988)
- Patrimonio: una historia verdadera (1991)

### Antologías
- Lecturas de mí mismo (1976)
- A Philip Roth Reader (1980)
- El oficio. Un escritor, sus colegas y sus obras (2001)
- ¿Por qué escribir? Ensayos, entrevistas y discursos (1960-2013) (2018)

## Argumento de sus novelas
- Deudas y dolores (1962): explora los sentimientos agónicos de un joven profesor judío que se debate entre la emoción y la razón.
- Cuando ella era buena (1967): sobre una ama de casa protestante en una ciudad del Medio Oeste de Estados Unidos.
- El lamento de Portnoy (1969): dedicada principalmente a las actividades sexuales de su personaje central, Alexander Portnoy, y construida como un monólogo de este a su psiquiatra. Su narrador vive atormentado por los remordimientos de conciencia y su obsesión por el sexo, y es visto por Roth como el producto y la víctima de una madre judía demasiado posesiva. El personaje es considerado una de las creaciones más cómicas de la ficción moderna. La sexualidad franca de la novela y su tratamiento sarcástico de la vida judía causaron furor en círculos literarios, y lo confirmaron como un novelista original.
- Mi vida como hombre (1974): la primera parte, titulada "Ficciones útiles", está protagonizada por Nathan Zuckerman.
- El profesor del deseo (1977): Roth retoma las aventuras románticas del joven profesor Kepesh
- Pastoral americana (1997): historia sobre el deterioro de una familia y el sueño americano; con ella Roth ganó el Premio Pulitzer 1998.
- Me casé con un comunista (1998): cuenta la historia de un hombre cuya esposa se vuelve contra él en el período de fervor anticomunista en los Estados Unidos durante finales de los años 1940 y a principios de los 50.
- La mancha humana (2000): trata de un escándalo en los ambientes universitarios que refleja otro mayor, causado en los ambientes políticos por la acusación contra el presidente estadounidense Bill Clinton en 1998. El director Robert Benton la adaptó al cine; la película homónima, estrenada en 2003, está protagonizada por Anthony Hopkins y Nicole Kidman, entre otros.
- El animal moribundo (2001): a sus 70 años, Kepesh todavía desea una aventura erótica.
- La conjura contra América (2004): ejercicio de historia alternativa en la que el héroe de aviación Charles Lindbergh gana la presidencia, realiza un pacto con Hitler y derrota a Franklin D. Roosevelt.
- Elegía (2006): reflexiona sobre la vejez y la mortalidad tras una complicada operación quirúrgica del protagonista.
- Sale el espectro (2007): el final de la saga se da con un Zuckerman envejecido que lucha contra su deterioro después de una operación de próstata.

## Adaptaciones cinematográficas
- Goodbye, Columbus, basada en la novela homónima y dirigida por Larry Peerce (1969).
- Portnoy's Complaint, basada en la novela homónima, de Ernest Lehman (1972).
- La mancha humana basada en la novela homónima. Dirigida por Robert Benton (2003) y protagonizada por Anthony Hopkins, Nicole Kidman y Ed Harris.
- Elegy, basada en la novela El animal moribundo, dirigida por Isabel Coixet (2008) y protagonizada por Ben Kingsley y Penélope Cruz. .
- The Humbling, basada en la novela homónima, dirigida por Barry Levinson, estrenada en 2014 y protagonizada por Al Pacino.
- Pastoral americana: basada en la novela homónima, estrenada en 2016, dirigida y protagonizada por Ewan McGregor y coprotagonizada por Jennifer Connelly y Dakota Fanning.[12]
- Indignación, basada en la novela homónima, dirigida por James Schamus, estrenada en 2016 y protagonizada por Logan Lerman.

## Premios y reconocimientos
- 1960 Premio Nacional del Libro por Goodbye, Columbus
- 1986 Premio del Círculo de Críticos Nacional del Libro por La contravida
- 1991 Premio del Círculo de Críticos Nacional del Libro por Patrimonio: una historia verdadera
- 1993 Doctor en Letras honoris causa por la Universidad de Harvard
- 1994 Premio Faulkner del PEN Club por Operación Shylock
- 1995 National Book Award por El teatro de Sabbath
- 1998 Premio Pulitzer por Pastoral americana
- 1998 Ambassador Book Award of the English Speaking Union por Me casé con un comunista
- 1998 Medalla Nacional de las Artes
- 2001 Premio Hemingway del PEN Club por La mancha humana
- 2001 Medalla de Oro de Ficción, otorgada por la Academia Estadounidense de las Artes y las Letras
- 2001 WH Smith Literary Award por La mancha humana
- 2002 Premio a la Distinguida Contribución a la Literatura Estadounidense otorgado por la National Book Foundation
- 2005 Premio Sidewise de Historia Alternativa por La conjura contra América
- 2006 Premio Nabokov del PEN Club por su trayectoria literaria
- 2007 Premio Faulkner del PEN Club por Everyman
- 2011 Premio Booker Internacional
- 2012 Premio Príncipe de Asturias de las Letras